# Buckow (Märkische Schweiz)

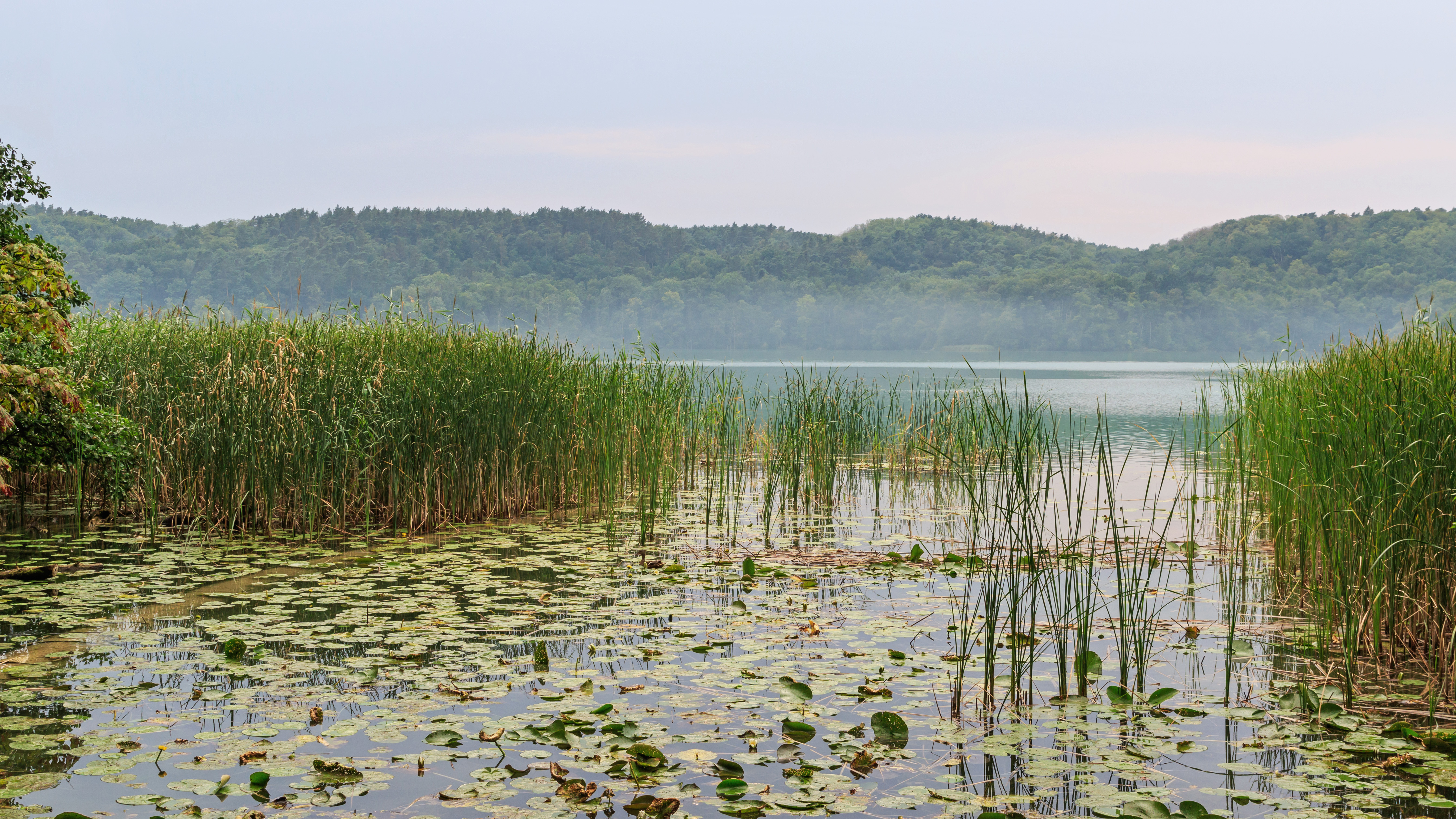
Schermützelsee

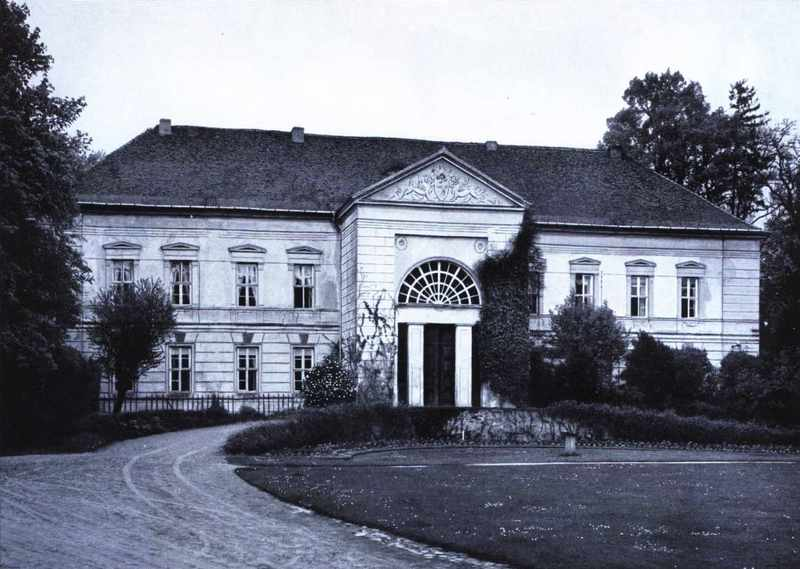
Slot in Buckow, aangelegd in 1680

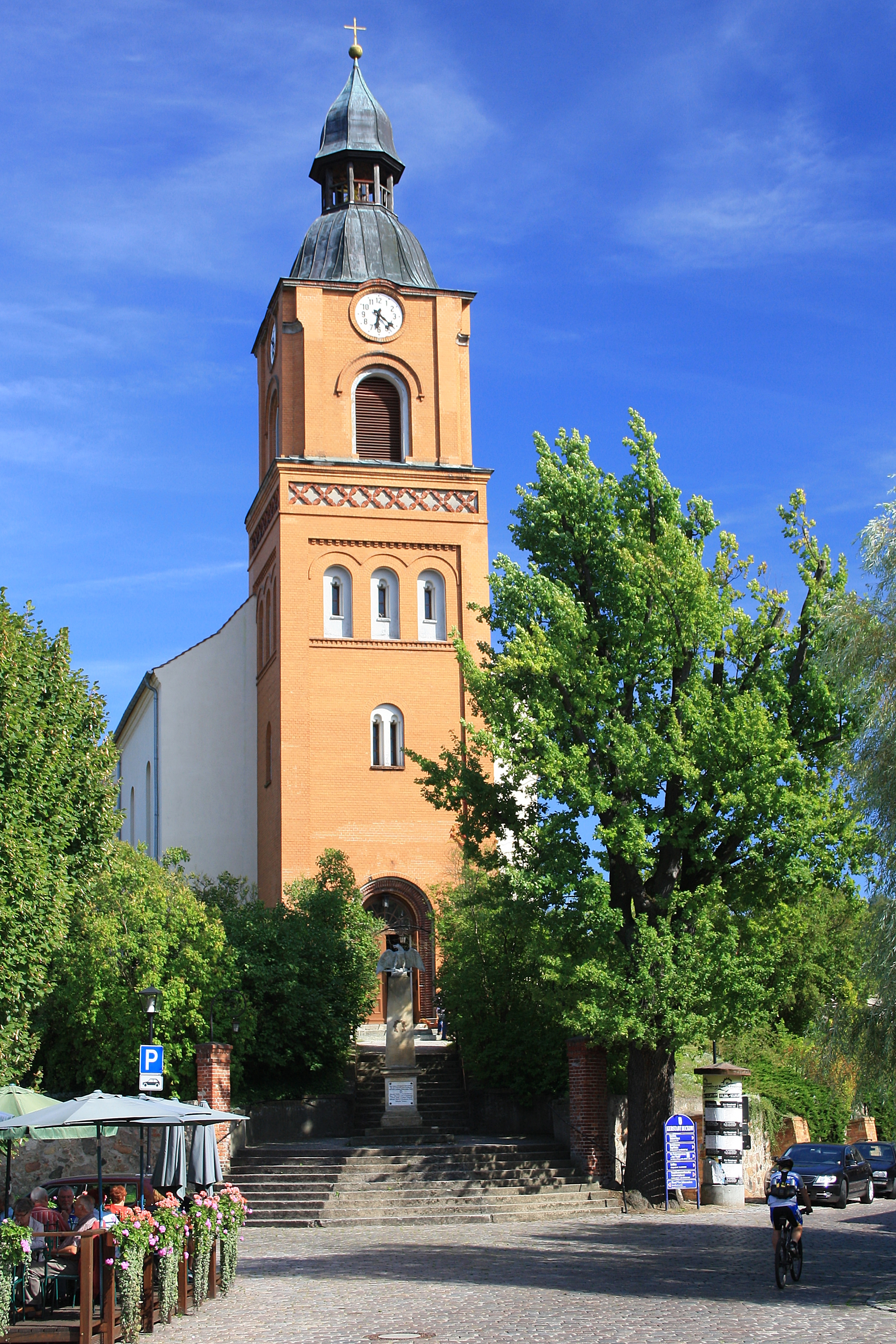
Stadskerk aan het Marktplein

Buckow is een gemeente in de Duitse deelstaat Brandenburg, en maakt deel uit van het Landkreis Märkisch-Oderland.
Buckow telt 1.474 inwoners.

## Geschiedenis
Oorspronkelijk is Buckow een Slavische nederzetting. Archeologische vondsten tonen de eerste bewoning in de 9e eeuw aan. Begin 13e eeuw erfde Hertog Hendrik I van Silezië het Land Lebus, waartoe de Märkische Schweiz behoorde. In 1224 ontstonden door schenkingen onder andere de delen Mönfberg (Müncheberg), Münchehofe, Trebnitz en Obersdorf. Vervolgens vestigden zich Duitse kolonisten. De Slavische bevolking moest zich beperken tot de Töpfergasse (tegenwoordig Wallstraße), waar ze kleine stukjes grond overhielden, zogeheten Wallgärten.
In 1432 werd Buckow door de Hussieten verwoest. In 1463 was Buckow in bezit van Jost von Ziegesar, een nazaat van Kuno von Segeser. Onder de heerschappij van deze familie ontwikkelde zich de verbouw en handel van hop, een bestanddeel van bier. Tot in de 19e eeuw bouwde men hier typische arbeiderswoningen, zoals deze nog voor een belangrijk deel het stadsbeeld bepalen. In 1489 betrokken 39 dorpen hun bier uit „Hop-Buckow“.
In 1465 gaf keurvorst Frederik II van Brandenburg de stad het recht om jaar- en weekmarkten te houden. In 1550 verkreeg Buckow stadsrechten. Meerdere keren (1654, 1665 en 1769) werd de stad door branden verwoest.
Op 30 december 2004 besloot het ministerie van Binnenlandse zaken van deelstaat Brandenburg tot een naamswijziging van de stad Buckow in Buckow (Märkische Schweiz) per 1 februari 2005.

## Bertold Brecht
In de jaren 1950 verbleven Bertolt Brecht en Helene Weigel in Buckow. Vanaf 1952 hadden zij hier een zomerhuis en een stuk land aan de Schermützelsee. Hier werkten ze aan stukken als Katzgraben, Turandot und Coriolan. Ook ontstond de poëzieverzameling Buckower Elegien, die nog lang na de dood van Brecht (1956) schokkend was voor de cultuurpolitiek van de DDR. Helene Weigel kwam ook na de dood van Brecht nog geregeld in de zomermaanden in Buckow. Weigel overleed in 1971. Sinds 1977 is het huis toegankelijk als museum.

## Geografie
De benaming Märkische Schweiz slaat op de relatief heuvelachtige en bosachtige omgeving. Buckow is omgeven door beboste duinen van een stuwwal, die is gevormd tijdens de voorlaatste ijstijd, net als bijvoorbeeld de Veluwe in Nederland. Verder zijn er de meertjes, de Buckower See en de grotere Schermützelsee.

## Partnersteden
Buckow is partnerstad met:
- Brilon, Duitsland
- Łagów, Polen

## Sport en recreatie
Dwars door Buckow loopt de Europese wandelroute E11. De E11 loopt van Den Haag naar het oosten, op dit moment tot de grens Polen/Litouwen. De route komt vanuit het zuiden van Garzau en vervolgt richting Neuhardenberg.

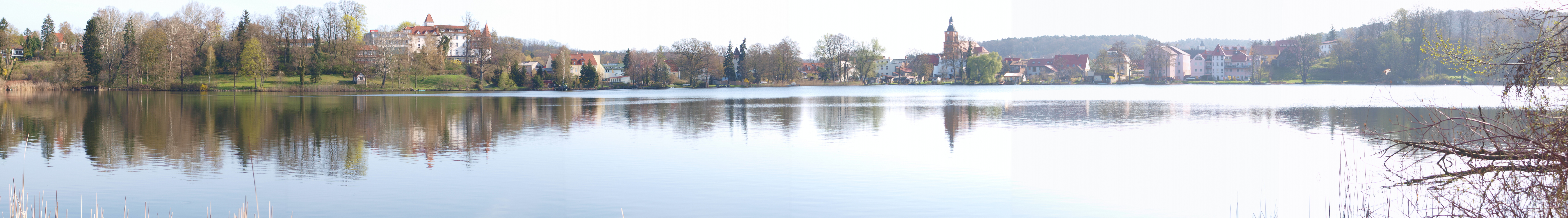
Buckowsee

Altlandsberg ·
Alt Tucheband ·
Bad Freienwalde ·
Beiersdorf-Freudenberg ·
Bleyen-Genschmar ·
Bliesdorf ·
Buckow (Märkische Schweiz) ·
Falkenberg ·
Falkenhagen (Mark) ·
Fichtenhöhe ·
Fredersdorf-Vogelsdorf ·
Garzau-Garzin ·
Golzow ·
Gusow-Platkow ·
Heckelberg-Brunow ·
Höhenland ·
Hoppegarten ·
Küstriner Vorland ·
Lebus ·
Letschin ·
Lietzen ·
Lindendorf ·
Märkische Höhe ·
Müncheberg ·
Neuenhagen bei Berlin ·
Neuhardenberg ·
Neulewin ·
Neutrebbin ·
Oberbarnim ·
Oderaue ·
Petershagen/Eggersdorf ·
Podelzig ·
Prötzel ·
Rehfelde ·
Reichenow-Möglin ·
Reitwein ·
Rüdersdorf bei Berlin ·
Seelow ·
Strausberg ·
Treplin ·
Vierlinden ·
Waldsieversdorf ·
Wriezen ·
Zechin ·
Zeschdorf